# Port de Bercy
Ne doit pas être confondu avec Quai de Bercy.
Le port de Bercy est une voie située dans le 12e arrondissement de Paris, en France.

## Situation et accès

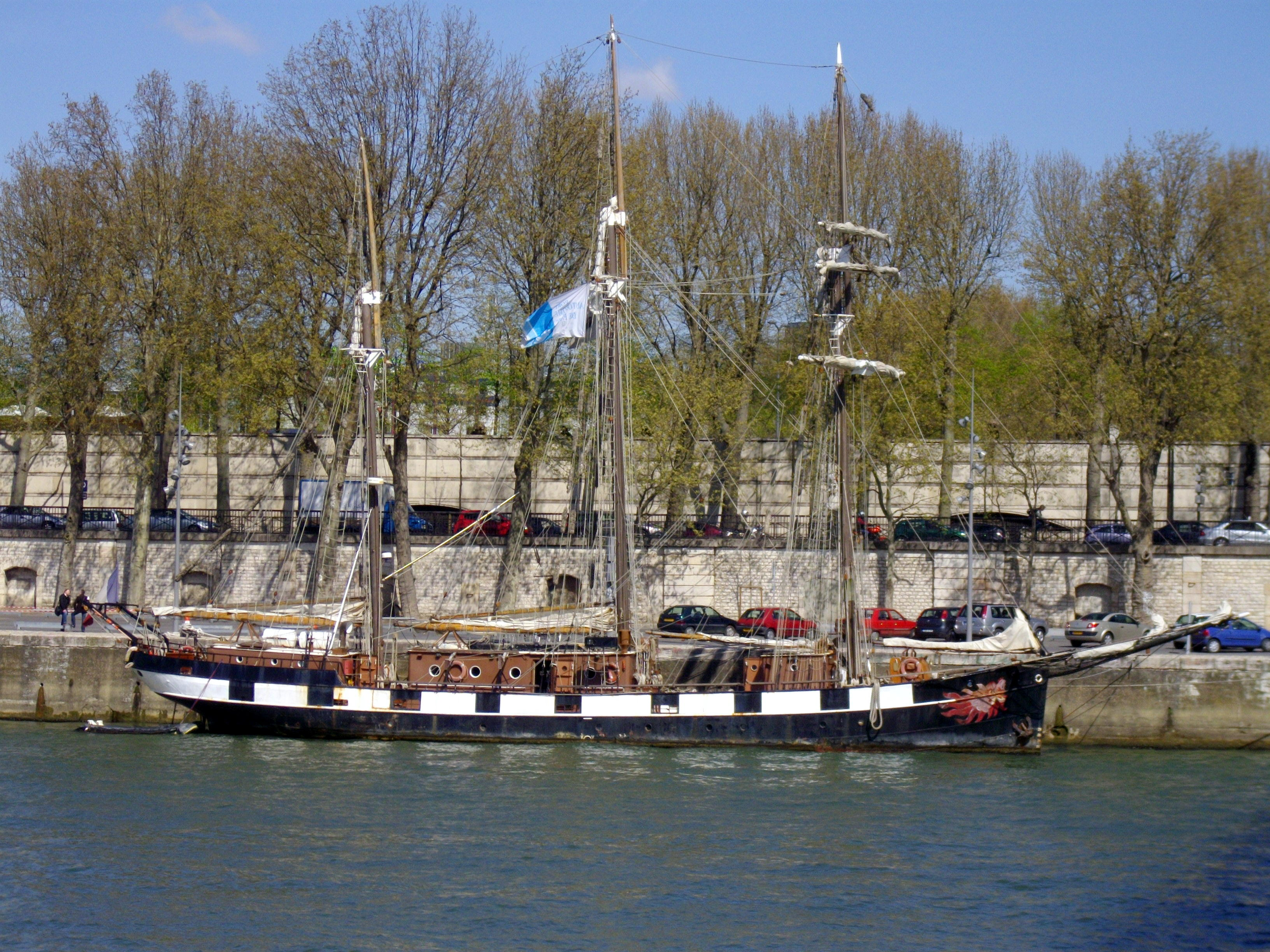
La Boudeuse au port de Bercy.

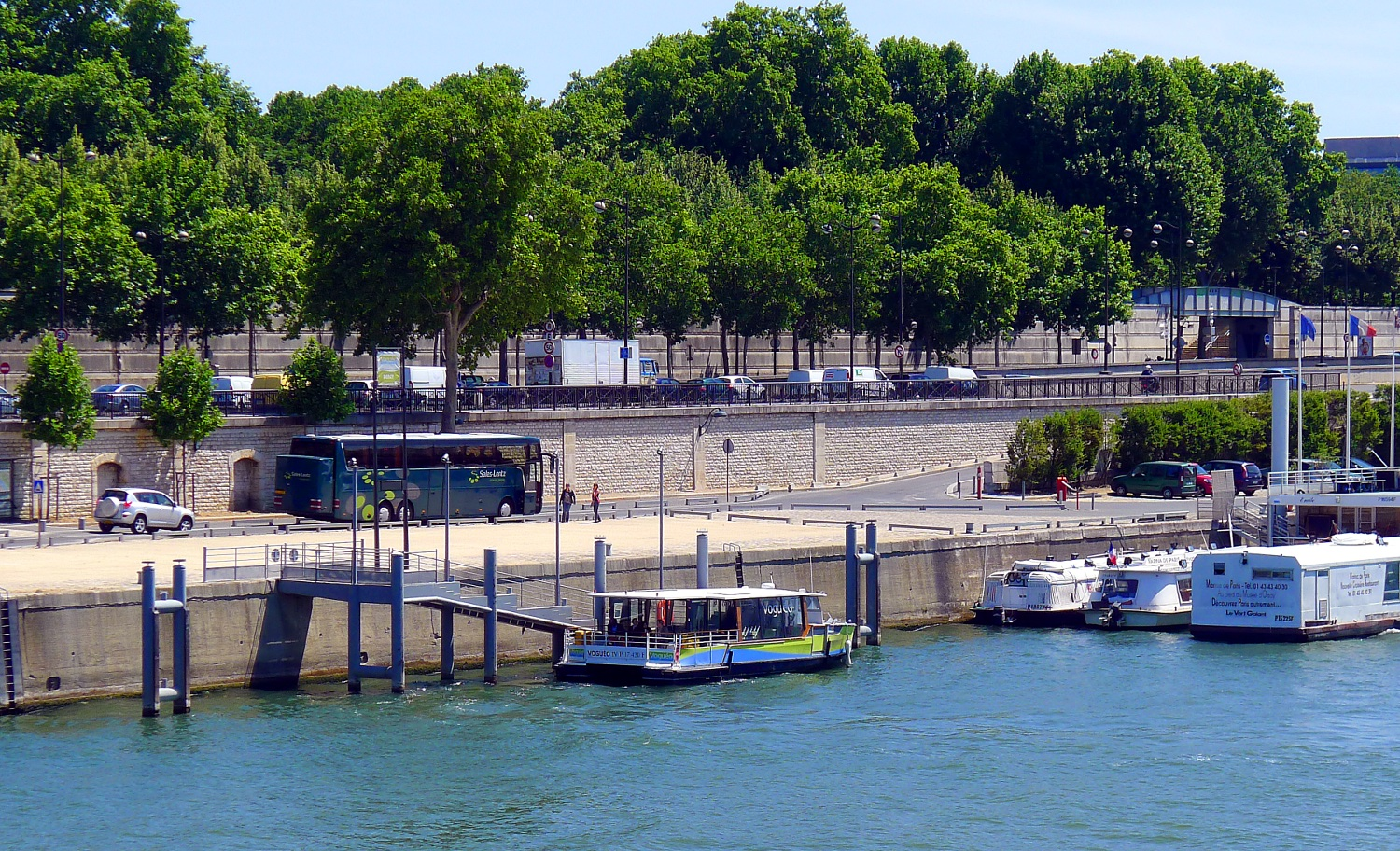
Station Voguéo du port de Bercy ; au-dessus du port, le quai.

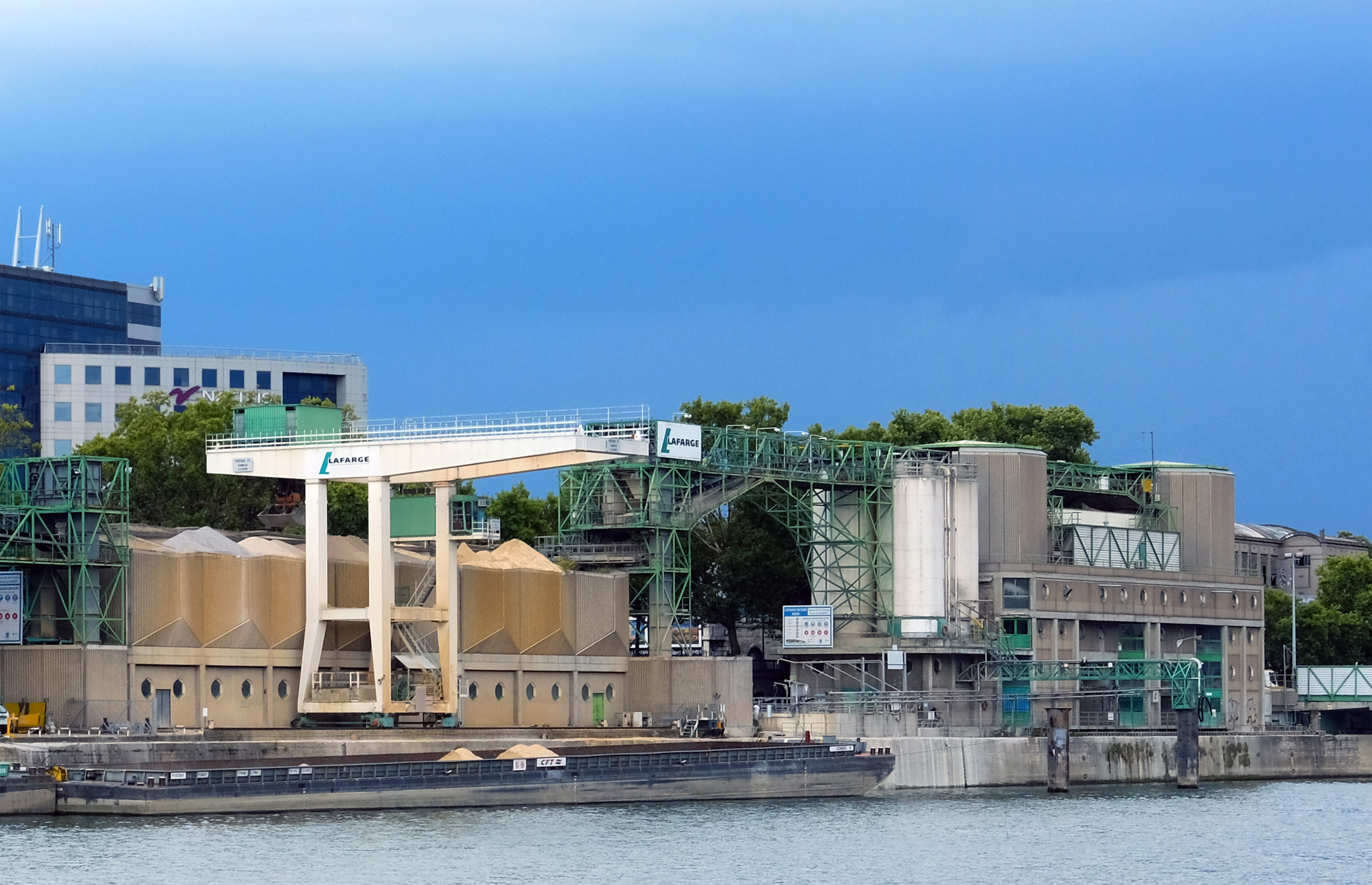
Activités portuaires du groupe cimentier Lafarge.

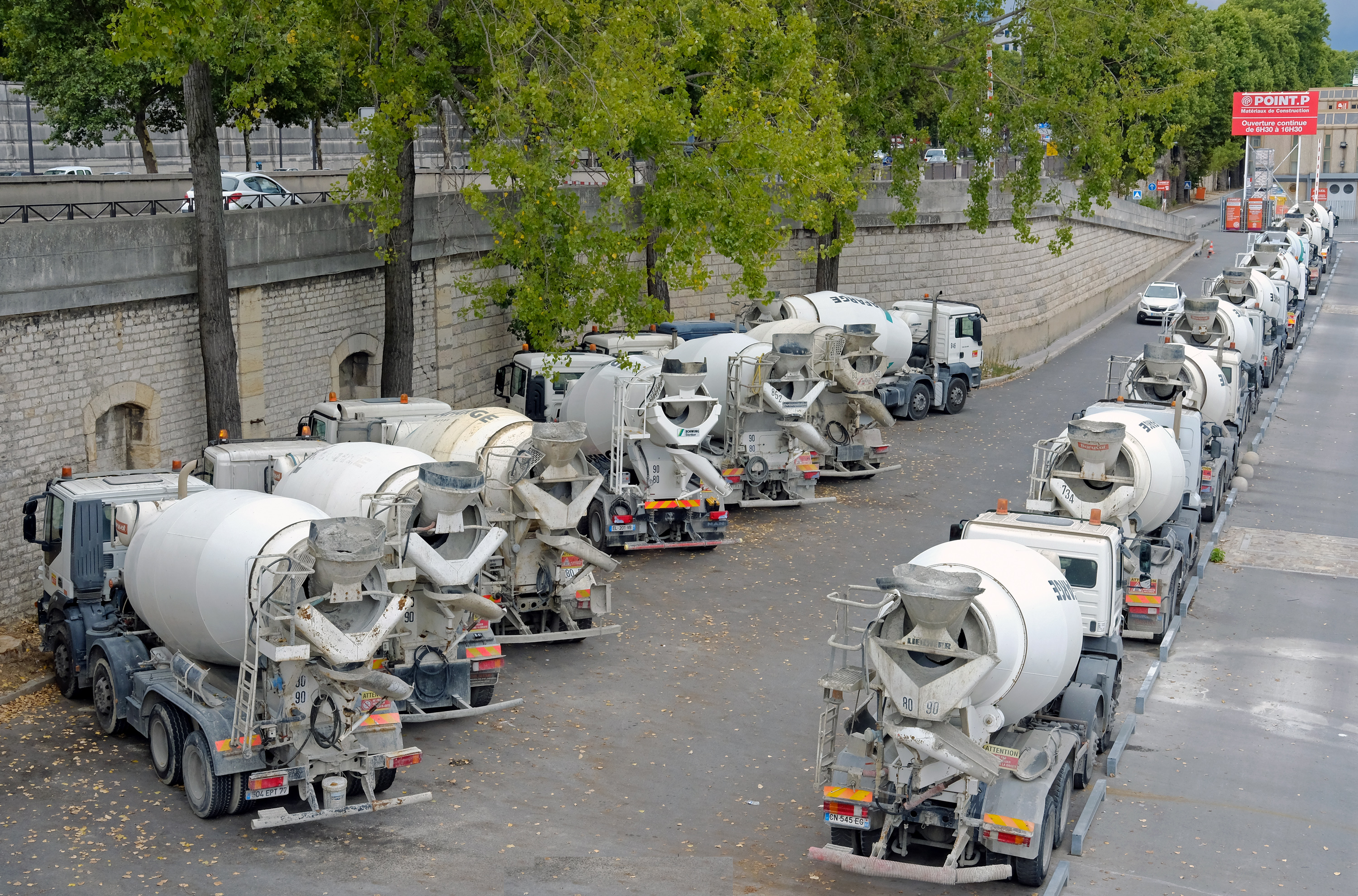
Camions en attente de chargement.

Le port de Bercy longe la Seine sur sa rive droite, entre le boulevard Poniatowski et le pont de Bercy ; il desservait les anciens entrepôts de Bercy. Il ne doit pas être confondu avec le quai de Bercy qui le surplombe.
Aujourd'hui ce port intra muros conserve dans sa partie amont des activités portuaires, notamment celles de déchargement des matières de base du cimentier Lafarge.

## Origine du nom
Le port porte son nom du fait de sa situation sur l'ancienne commune de Bercy, annexée par Paris en 1860.

## Historique
Situé sur le territoire de l'ancienne commune de Bercy, il desservait les entrepôts de Bercy et reçoit sa dénomination actuelle par arrêté du 18 juillet 1905.
Durant l'été 2025, le port de Bercy est l'un des sites de baignade aménagé par la mairie de Paris, un an après les Jeux olympiques.